# Целтвег Еърфийлд
Целтвег Еърфийлд (Zeltweg Airfield, сега наречена Fliegerhorst Hinterstoisser) е писта за провеждане на автомобилни състезания. Построена е върху самолетна писта и се намира край град Целтвег, Австрия.

## Победители във Формула 1
| Година | Пилот           | Конструктор | Писта            | Статистика |
| ------ | --------------- | ----------- | ---------------- | ---------- |
| 1964   | Лоренцо Бандини | Ферари      | Целтвег Еърфийлд | Статистика |